# 진혁 (배우)
진혁(1987년 5월 2일 ~ )은 대한민국의 배우이다.

## 출연작

### 드라마
- 《블랙》 (2017년, OCN)
- 《운빨로맨스》 (2016년, MBC) - 류지훈 역
- 《뷰티학개론》 (2016년, 웹드라마) - 고난 역
- 《쓰리 데이즈》 (2014년, SBS) - 수행3팀 경호관 박상규 역[3][4]
- 《출생의 비밀》 (2013년, SBS) - 최기중 역
- 《보고싶다》 (2012년, MBC) - 안 형사 역
- 《K-팝 최강 서바이벌》 (2012년, 채널A) - 윤재아 역

### 뮤직비디오
- 거미 - 해줄 수 없는 일